# تعهد تابعیت

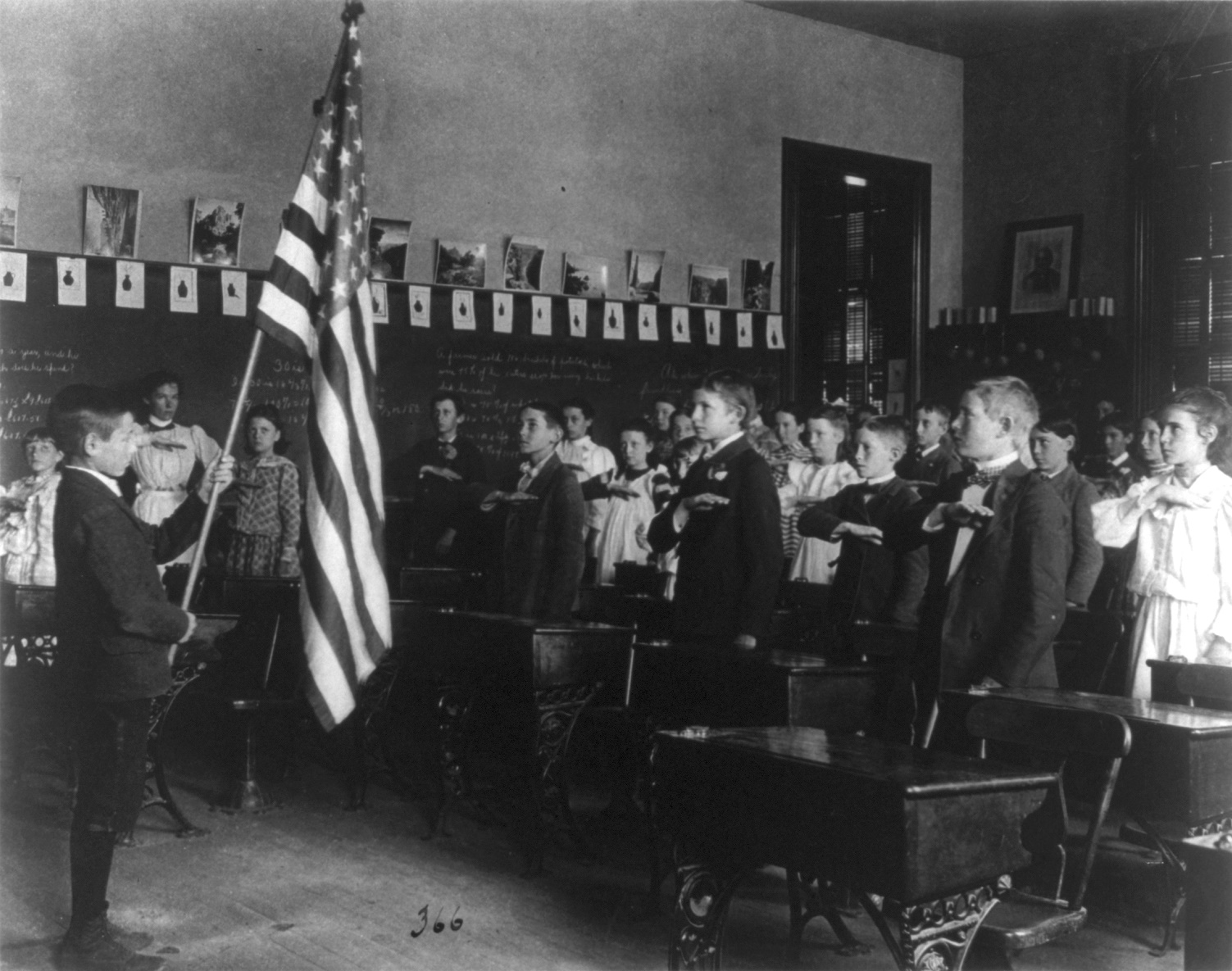
یک مراسم صبحگاهی تعهد تابعیت در یک کلاس دبستانی در آمریکا در سال ۱۸۹۹

تعهد تابعیت (به انگلیسی: Pledge of Allegiance) نام یک قسم است که برای اثبات وفاداری به پرچم آمریکا و لذا قوانین و رسوم ایالات متحده آمریکا در مدارس و اماکن عمومی خوانده می‌شود.
هر دو مجلس کنگره ایالات متحده آمریکا جلسات خود را با قرائت این بیعت هر روزه آغاز می‌کنند.
امروزه نحوه قرائت این تعهد به صورت جمع، توسط همگان، دست راست به سینه، و روی به پرچم آمریکا است.

## منشأ
تعهد تابعیت در اوت ۱۸۹۲ توسط فرنسیس بلامی (۱۸۵۵–۱۹۳۱) که کشیش باپتیست، سوسیالیست مسیحی،  و پسرعموی ادوارد بلامی (۱۸۵۰–۱۸۹۸) نویسندهٔ سوسیالیست بود نوشته شد. تعهد تابعیت اصلی در شمارهٔ ۸ سپتامبر مجلهٔ کودکان مصاحب کودکان زیرمجموعهٔ نکوداشت روز کلمب در مدارس دولتی و چهارصدمین سالگرد ورود کریستف کلمب به قارهٔ آمریکا منتشر شده بود. یکی از بازاریاب‌های مجله این رخداد را به منظور القای ملی‌گرایی در دانش آموزان و فروختن پرچم به مدارس دولتی ترویج کرد.

## سلام

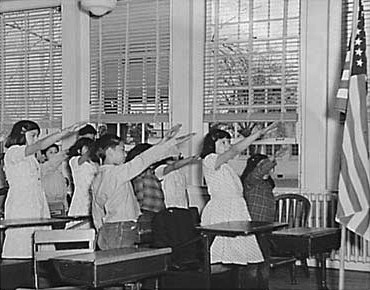
دانش‌آموزان در حال تعهد تابعیت به پرچم با درود بلامی در حدود ۱۹۴۱

سوگند تعهد با یک سلام نظامی همراه بود. نوع اولیه‌ای از این سلام که در سال ۱۸۹۲ اختیار شد به درود بلامی مشهور بود.

## متن این بیعت
متن:
ترجمه:
«تعهد می‌کنم که وفادار باشم به پرچم ایالات متحدهٔ آمریکا و به جمهوری‌ای که نمایندهٔ آن است، یک ملت، ذیل پروردگار، جدایی‌ناپذیر، و با آزادی و عدالت برای همگان.»
I pledge allegiance to the flag of the United States of America, and to the Republic for which it stands, one Nation under God, indivisible, with liberty and justice for all.